# Santiago-Rosalía de Castro flygplats
Santiago-Rosalía de Castro flygplats (IATA: SCQ, ICAO: LEST) (galiciska: Aeroporto de Santiago-Rosalía de Castro, spanska: Aeropuerto de Santiago-Rosalía de Castro) är en internationell flygplats som betjänar den autonoma regionen Galicien, Spanien. 
Flygplatsen ligger 13 km från staden Santiago de Compostela. Det är den stora fokusorten för flygbolaget Vueling Airlines på den nordvästra delen av den Iberiska halvön samt Ryanairs enda fokusort i norra Spanien. Ryanair flyger till 19 destinationer från Santiago, och Vueling till 17.

## Historia
En flygklubb skapades i Santiago de Compostela av en grupp flygentusiaster i oktober 1932 och byggandet av flygplatsen började 1935. Den första reguljära flygningen var den 27 september 1937, med linjen Santiago-Salamanca-Valladolid-Zaragoza. Efter det spanska inbördeskriget tvingades politiska fångar (som hölls i koncentrationslägret Lavacolla) arbeta i byggandet av flygplatsen.
1948 asfalterades landningsbanan och mellan 1953 och 1954 byggdes taxibanan och parkeringsplattan. På samma tid installerade man en sändarcentral och en roterande radiofyr som navigationshjälpmedel.
På 60-talet byggdes ett nytt kontrolltorn och en ny passagerarterminal, och godsterminalen uppfördes 1981.
Den nucvarande terminalen invigdes 2011, och flyggplatsen utökades också med ett nytt kontrolltorn, en ny parkering och en större parkeringsplattan för flygplan. Med dessa förbättringar har flygplatsen nu en kapacitet på upp till 4 miljoner passagerare per år.
Den 2 april 2020 bytte officiellt flygplatsen namnet. Detta nya namn hedrar Rosalía de Castro, den mest representativa författaren av det galiciska språket.

## Destinationer och flygbolag
| Flygbolag      | Destinationer |
| -------------- | --- |
| Aer Lingus     | Säsong:Dublin |
| Air Europa     | Fuerteventura, Gran Canaria Säsong: Lanzarote |
| Air Nostrum    | Bilbao Säsong: Gran Canaria, Tenerife |
| easyJet        | Basel, Genève, London |
| Edelweiss      | Zurich |
| Iberia Express | Madrid |
| Lufthansa      | Frankfurt |
| Ryanair        | Alicante, Barcelona, Bolonia, Fuerteventura, Gran Canaria, Lanzarote, London, Madrid, Málaga, Milano, Palma de Mallorca, Sevilla, Tenerife Säsong: Edinburgh, Frankfurt, Ibiza, Memmingen, Menorca |
| Transavia      | Paris |
| Vueling        | Amsterdam, Barcelona, Bilbao, Fuerteventura, Gran Canaria, Lanzarote, London, Málaga, Palma de Mallorca, Paris, Sevilla, Tenerife, Zurich Säsong: Bryssel, Ibiza, Menorca                          |